# Scott Burrell
Scott Burrell (New Haven, 12 de janeiro de 1971) é um ex-jogador de basquete norte-americano que foi campeão da Temporada da NBA de 1997-98 jogando pelo Chicago Bulls.